# Johann Simon Mayr
|  | No s'ha de confondre amb Simon Marius. |

Johann(es) Simon Mayr també conegut com a Giovanni Simone Mayr o Simone Mayr, també escrit com Majer, Mayer o Maier (Mendorf, 14 de juny de 1763 - Bèrgam, 2 de desembre de 1845), va ser un compositor alemany.
Tot i que nascut a Alemanya, fou sobretot actiu a Itàlia i incorporat als corrents operístics italians, als quals va aportar la seva sòlida tècnica compositiva i d'instrumentació, a més d'haver orientat i format molts músics, destacant el compositor romàntic Gaetano Donizetti.

## Biografia
Va nàixer a la ciutat bavaresa de Mendorf. Va estudiar teologia a la Universitat d'Ingolstadt, continuant els estudis a Itàlia des de l'any 1787. Durant l'època d'estudiant a Ingolstadt va mantenir estrets lligams amb el moviment dels Illuminati creat per Adam Weishaupt. Així mateix, els ideals de la Il·lustració francesa van exercir una pregona influència en la seua filosofia musical, com ho corrobora el seu famós Zibaldone (o Diaris) compilats al final de la seua carrera.
Poc després, va prendre lliçons de música amb Carlo Lenzi i més tard amb Ferdinando Bertoni. Va traslladar-se a Bèrgam l'any 1802, sent nomenat mestre de capella de la seua Catedral, succeint en el càrrec al seu mestre Lenzi. Va conservar el càrrec fins a la seua mort, i va esdevenir una figura central en la vida musical de la ciutat, organitzant concerts i donant a conèixer les obres de Ludwig van Beethoven. Va ser mestre de Gaetano Donizetti i Carlo Conti. Al final de la seua vida va quedar-se cec. Està soterrat a la basílica di Santa Maria Maggiore de Bèrgam, tot just davant de la tomba del seu famós alumne.
Les obres de Mayr, entre les quals es troben 70 òperes, s'interpreten molt rarament avui dia. L'estil emfàtic de Mayr va tenir alguns seguidors entre ells Józef Ksawery Elsner, les obres del qual seguiren la mateixa sort que les de Mayr.

## Òperes
- Saffo (1794)
- La Lodoiska (1796)
- Un pazzo ne fa cento (1796)
- Telemaco nell'isola di Calipso (1797)
- L'intrigo della lettera (1797)
- Il segreto (1797)
- Avviso ai maritati (1798)
- Lauso e Lidia (1798)
- Adriano in Siria (1798)
- Che originali (1798)
- Amor ingegnoso (1798)
- L'ubbidienza per astuzia (1798)
- Adelaide di Guesclino (1799)
- L'accademia di musica (1799)
- Labino e Carlotta (1799)
- L'avaro (1799)
- La locandiera (1800)
- Il caretto del venditore d'aceto (1800)
- L'inconvenienze teatrali (1800)
- L'equivoco, ovvero Le bizzarie dell'amore (1800)
- Gli sciti (1800)
- Ginevra di Scozia (1801)
- Le due giornate (1801)
- I virtuosi (1801)
- Argene (1801)
- I misteri eleusini (1802)
- Ercole in Lidia (1803)
- Le finte rivali (1803)
- Alonso e Cora (1803)
- Amor non ha ritegno (1804)
- Elisa (ossia Il monte San Bernardo (1804)
- Zamori, ossia L'eroe dell'Indie (1804)
- Eraldo ed Emma (1805)
- Di locanda in locanda e sempre in sala (1805)
- L'amor coniugale (1805)
- La roccia di Frauenstein (1805)
- Gli americani (1805)
- Palmira, ossia Il trionfo della virtu e dell'amore (1806)
- Il piccolo compositore di musica (1806)
- Adelasia e Aleramo (1806)
- Ne l'un, ne l'altro (1807)
- Belle ciarle e tristi fatti (1807)
- I cherusci (1808)
- Il vero originale (1808)
- Il matrimonio per concorso (1809)
- Il ritorno di Ulisse (1809)
- Amore non soffre opposizione (1810)
- Raul di Crequi (1810)
- Il sacrifizio d'Ifigenia (1811)
- L'amor filiale (1811)
- Tamerlano (1812), escrita expressament per a la cantant Caroline Bassi-Manna.[4]
- Medea in Corinto (1813)
- La rosa bianca e la rosa rossa (1813)
- Elena (1814)
- Atar, ossia Il serraglio d'Ormus (1814)
- Le due duchesse (o sia La caccia dei lupi (1814)
- Cora (1815)
- Mennone e Zemira (1817)
- Amor avvocato (1817)
- Alfredo il grande, re degli Anglo Sassoni (1819)
- Le danaide (1819)
- Fedra (1820)
- Demetrio (1824)

### Cantates
- Femio, ossia La musica custode della fede maritale (cantata per 3 veus i orquestra, text de Francesco Boaretti, 1791, Venezia)
- Ero (cantata per 1 veu i orq., text de Giuseppe Maria Foppa, 1793, Venezia)
- Temira e Ariostoo (cantata per 4 veus i orq., 1795, Venezia)
- Apelle e Campase (1795, Venezia; perduda)
- Le sventure di Leandro (cantata per 1 veu, cor i orq., text de la comtessa Velo, 1797, Vicenza)
- Traiano all'Eufrate (cantata per 3 veus, cor i orq., text d'Angelo Anelli, 1807, Milano)
- Alcide al bivio (cantata per diverses veus i orq., 1809, Bergamo)
- Cantata per la morte di Haydn (cantata per tenor, diverses veus i orq., 1809, Bergamo)
- Cantata per le nozze di Napoleone con Maria Luisa d'Austria (cantata per 3 veus, cor i orq., text del comte Carrara-Spinelli, 1810, Bergamo)
- Ferramondo (cantata per 1 veu, cor i orq., text del comte Carrara-Spinelli, 1810, Bergamo)
- Cantata per la nascita del re di Roma (cantata per 3 veus, cor i orq., 1811, Bergamo)
- Numa Pompilio (cantata per 1 veu, cor i orq., text de Muletti, 1811, Bergamo)
- Cantata per la nascita del re di Roma (cantata per soprano, arpa i orq., 1811, Bergamo)
- Arianna e Nasso, text de Giovanni Schmidt (cantata per 1 veu i orq., 1815, Teatro San Carlo de Nàpols, amb Isabella Colbran ed Andrea Nozzari)
- Egeria (cantata per 1 veu, cor i orq., text de C. Arici, 1816, Brescia)
- Annibale (cantata per tenor i orq., 1816, Bergamo)
- Lo spavento (cantata per tenor i orq., 1816, Bergamo)
- La tempesta (cantata per tenor i orq., 1816, Bergamo)
- Le feste d'Ercole (cantata per 1 veu, cor i orq., 1816, Bergamo)
- L'armonia (1816, Bergamo)
- Il sogno di Partenope (melodrama al·legòric, text d'Urbano Lampredi, 1817, per la inauguració del reconstruït Teatro San Carlo de Nàpols con la Colbran, Nozzari, Giovanni Battista Rubini i Giovanni David)
- Arianna e Bacco (cantata per 1 veu, cor i orq., 1817, Bergamo)
- Cantata per la morte di Antonio Capuzzi (cantata per 2 veus, text de Muletti, cor i orq., 1818, Bergamo)
- Inno a Pallade (text de Vincenzo Monti, 1820, Milano; perduda)
- Piccola cantata (cantata per 3 veus, cor i orq., 1822, Bergamo)
- Innalzamento al trono del giovane re Gioas (cantata per soprano, tenor, baix, diverses veus i orq., 1822)
- La vita campestre (cantata per tenor i orq., 1823, Bergamo)
- L'autunno (1824)
- Cantata per la morte di Beethoven (cantata per 1 veu, cor i orq., 1827, Bergamo)
- Schiera di fausti eventi (cantata per 4 veus, cor i orq., 1838, Bergamo)
- Altres 5 cantates per a diversos solistes
- Altres 31 cantates per un únic solista